# Йейтс, Ричард (писатель)
Ричард Йейтс (англ. Richard Yates; 3 февраля 1926, Йонкерс, штат Нью-Йорк — 7 ноября 1992, Бирмингем, штат Алабама) — американский писатель. Его первый роман «Дорога перемен» стал финалистом Национальной книжной премии 1962 года, а первый сборник рассказов «11 видов одиночества» сравнивали с работами Джеймса Джойса. Тем не менее, несмотря на высокое признание критиков, Ричард Йейтс как писатель, так и не добился коммерческого успеха. Его известность у широкой публики несколько возросла только после смерти и  связана с выходом нашумевшего эссе Стюарта О’Нана в «Бостон Ревью», биографией за авторством Блэйка Бейли (отдельной книгой) и экранизацией «Дорога перемен» с Кейт Уинслет и Леонардо Ди Каприо в главных ролях.

## Биография
Ричард Йейтс родился в городке Йонкерс штата Нью-Йорк. Родители развелись, когда Йетсу было три года, и всё своё детство он провёл в переездах с места на место. Журналистикой и литературой Йейтс заинтересовался, посещая частную школу для мальчиков « Эйвон Олд Фармс» в Эйвоне, штат Коннектикут.
После окончания школы Эйвон, в 1944 году Йейтс был призван в армию, воевал в пехоте во Франции и Бельгии, участвовал в Арденнской операции; служил в Германии. В 1946 году вернулся в США. Поселился в Нью-Йорке, где работал журналистом и спичрайтером (в том числе, у сенатора Роберта Кеннеди). Только в 1961 году, когда Йейтсу было 35 лет, была опубликована его первая книга «Дорога перемен», имевшая большой успех у критиков. Благодаря этому он был приглашён преподавать в Колумбийский университет, а позднее преподавал ещё в целом ряде университетов. В 1962 году около шести месяцев работал в Голливуде над сценарием по роману Уильяма Стайрона «Ложимся во мрак», однако фильм не был запущен в производство.
8 июня 1948 года Ричард Йейтс женился на Шейле Бриант, дочери британского актёра Чарльза Брианта (который больше всего известен как гражданский муж американской актрисы российского происхождения Аллы Назимовой) и его официальной жены Марджори Гилхоли Бриант. В 1951 году получил пенсию по инвалидности от армии (последствия приобретённого во время Второй мировой войны туберкулёза).
В этом браке родились две дочери, Шэрон и Моника. В 1959 году супруга ушла от Йейтса, оформив опекунство над дочерьми.  С 1964 года работал в университете Айовы, где вёл занятия (Iowa Writers' Workshop). В 1968 году Ричард снова женился, на Марте Шпеер; в этом браке родилась ещё одна дочь, Джина. В 1975 году он вновь развёлся. В 1992 году Ричард Йейтс скончался в Бирмингеме, штат Алабама, от эмфиземы лёгких, от осложнений после лёгкой операции.

## Творчество и его влияние
Художественные произведения Йейтса перекликаются с деталями его собственной жизни. Йейтс родился в 1926 году, и в 1943 году ему было семнадцать лет, как и Уильяму Гроуву, главному герою романа «Хорошая школа», а в 1955 году Йейтсу было двадцать девять — столько же, сколько и Фрэнку Уилеру в «Дороге перемен».
На протяжении большей части жизни произведения Йейтса встречали почти всеобщее признание критиков, но ни одна из его книг, изданных в твёрдом переплёте, не продавалась тиражом более двенадцати тысяч экземпляров. После смерти писателя все его романы неоднократно переиздавались, более того, его популярность у читателей значительно возросла. Начало этому всплеску популярности положило, как считается, эссе Стюарт О’Нана « Ричард Йейтс: Как великий писатель Тревожной Эпохи исчез из печати», опубликованное в 1999 году в журнале «Бостон Ревью».
В связи с возрождением интереса к жизни и творчеству Йейтса, писатель Блейк Бэйли опубликовал его первую подробную биографию под названием: «Трагическая честность: жизнь и работа Ричарда Йейтса» (2003). В 2008 году режиссёр Сэм Мендес экранизировал «Дорогу перемен». Фильм был номинирован на премии BAFTA, «Оскар» и «Золотой глобус». Выступая на вручении премии «Золотой глобус» за лучшую женскую роль, Кейт Уинслет в своей речи выразила благодарность Ричарду Йейтсу за то, что он написал такой мощный роман и вывел в нём такой сильный женский образ.
Начиная с 1980-х годов, произведения Йейтса неоднократно упоминались в массовой культуре. Их читают герои фильмов «Ханна и её сёстры» (Вуди Аллена, 1985 год) и «Одинокий Джим» (Стива Бушеми, 2005), а также герои книг Ника Хорнби и Тао Лина, автобиографический роман которого так и называется — «Ричард Йейтс».

## Издания на русском языке
На русский язык в последние годы переведены многие произведения Ричарда Йейтса, которые доступны в различных изданиях, например:
- Дорога перемен. [пер. с англ. А. Сафронова].—- Москва: Азбука-классика, 2009. — 320 с. — ISBN  978-5-395-00409-3
- Пасхальный парад / [пер. с англ. С. Таска]. — Москва: Азбука-классика, 2009. —  256 с. — ISBN  978-5-395-00429-1
- Холодная гавань. — Москва: Азбука-классика, 2009. —  192 с. — ISBN  978-5-9985-0093-0
- Влюблённые лжецы. — Москва: Азбука-классика, 2010. — 288 с. — ISBN  978-5-9985-0760-1
- Дыхание судьбы / [пер. с англ. В. Минушина]. — Москва: Азбука-классика, 2011. — 352 c. — ISBN  978-5-389-01267-7
- Одиннадцать видов одиночества / [коллектив переводчиков]. — Москва: Азбука, 2017. — 320 c. — ISBN  978-5-389-13693-9
- Плач юных сердец / [пер. с англ. О. Серебряной]. — Москва: Азбука, 2011. — 416 с. — ISBN  978-5-389-01760-3
- Нарушитель спокойствия / [перевод с английского В. Дорогокупли]. — Санкт-Петербург: Азбука, cop. 2018. — 347, [2] с. — (Азбука-бестселлер)

Книга «Хорошая школа» до сих пор не переведена на русский язык.